# Prionyx fragilis
Prionyx fragilis är en biart som först beskrevs av Nurse 1903.  Prionyx fragilis ingår i släktet Prionyx och familjen grävsteklar. Inga underarter finns listade i Catalogue of Life.